# Tiffany Brouwer
Tiffany Brouwer (* 2. April 1984 in Florida) ist eine US-amerikanische Schauspielerin, Synchronsprecherin und ein Model.

## Leben
Brouwer wurde am 2. April 1984 in Florida geboren. Sie machte 2001 ihr Schauspieldebüt im Film Con Games. In den nächsten Jahren folgten Besetzungen als Episodendarstellerin in Fernsehserien wie How I Met Your Mother, Drake & Josh, CSI: Miami, Entourage, Navy CIS: L.A. und Femme Fatales. 2011 hatte sie eine Rollenbesetzung im Spielfilm The Help. Von 2014 bis 2017 lieh sie Charakteren in der Animationsserie Monster School Animation ihre Stimme. 2018 war sie in der Hauptrolle der Jessa MacGregor im Spielfilm Acts of Violence und in einer Nebenrolle im Film Beyond White Space – Dunkle Gefahr zu sehen.
Neben dem Schauspiel arbeitet Brouwer auch als Model. Sie spricht fließend Italienisch.

## Filmografie

### Schauspiel
- 2001: Con Games
- 2005: How I Met Your Mother (Fernsehserie, Episode 1x03)
- 2006: Backstage Pass
- 2006: Felix the Christ (Kurzfilm)
- 2006: Drake & Josh (Fernsehserie, Episode 4x05)
- 2009: CSI: Miami (Fernsehserie, Episode 7x22)
- 2009: Entourage (Fernsehserie, Episode 6x06)
- 2010: Navy CIS: L.A. (Fernsehserie, Episode 1x20)
- 2011: Dig (Kurzfilm)
- 2011: Femme Fatales (Fernsehserie, 2 Episoden)
- 2011: The Help
- 2011: Level 26: Dark Revelations
- 2012: BlackBoxTV (Fernsehserie, Episode 3x09)
- 2012: Worth: The Testimony of Johnny St. James
- 2012: The Introduction (Kurzfilm)
- 2013: Bones – Die Knochenjägerin (Bones) (Fernsehserie, Episode 8x19)
- 2013: Shocking (Kurzfilm)
- 2015: Muse (Kurzfilm)
- 2015: Star Trek Continues (Fernsehserie, Episode 1x04)
- 2015: South Beach (Fernsehserie, 6 Episoden)
- 2016: American Horror Story (Fernsehserie, Episode 5x12)
- 2016: The Horde
- 2016: Sprout (Fernsehserie)
- 2018: Acts of Violence
- 2018: Das geheimnisvolle Kochbuch (Just Add Magic) (Fernsehserie, 2 Episoden)
- 2018: Brett Young: Mercy (Kurzfilm)
- 2018: Beyond White Space – Dunkle Gefahr (Beyond White Space)

### Synchronsprecherin
- 2014–2017: Monster School Animation (Animationsserie, 2 Episoden)